# Culpabilización de la víctima
Culpar a la víctima o inversión de la responsabilidad es una actitud que puede aparecer en relación con un crimen o a cualquier tipo de maltrato abusivo, que conlleva considerar que las víctimas de ese suceso son parcial o completamente responsables del mismo. Inicialmente, la expresión fue acuñada como crítica hacia quienes culpan a los individuos por su malestar personal o sus dificultades sociales, prescindiendo de la responsabilidad de otras terceras personas implicadas o del sistema social existente. Algunos autores califican esa actitud como característica típicamente fascista y otros señalan que con frecuencia el culpar a las víctimas ha surgido en contextos racistas y sexistas, como por ejemplo cuando se argumenta que "una mujer violada que llevaba una falda corta se lo estaba buscando". 

## Historia del concepto
La frase "culpar a la víctima" fue acuñada por William Ryan en su clásico Blaming the Victim, una crítica de la obra de 1965 de Daniel Patrick Moynihan, The Negro Family: The Case for National Action, más conocido como el informe Moynihan. El libro de Moynihan resumía sus teorías sobre la formación de guetos y la pobreza intergeneracional. La crítica de Ryan mostraba las teorías de Moynihan como intentos sutiles (y no tan sutiles) de desviar la responsabilidad de la pobreza de factores sociales estructurales a las conductas y patrones culturales de los pobres.  La frase fue rápidamente adoptada por los defensores de las víctimas de crímenes, en particular las víctimas de violación acusadas de favorecer su victimización, aunque su uso es conceptualmente distintivo de la crítica sociológica desarrollada por Ryan.

## "Culpar a la víctima" en casos de violación
Es habitual sugerir que la actitud o el vestido de una víctima de violación influyen en la comisión del delito, responsabilizándola de forma más o menos directa por haberse puesto en una situación de riesgo o incluso por provocarlo. Esta mentalidad es combatida mediante campañas de concienciación cuyo objetivo es demostrar que la culpa de una violación la tiene siempre el violador, con frases como las siguientes:
- Las faldas o pantalones cortos no provocan una violación, la provoca el violador.
- Caminar sola de noche no provoca una violación, la provoca el violador.
- Coquetear no provoca una violación, la provoca el violador.
- Emborracharse no provoca una violación, la provoca el violador.

Este tipo de campañas propone que se eduque o se disuada a los potenciales violadores en vez de enseñar a las mujeres cómo deberían prevenir ser víctimas de una violación.
El llamado caso de La Manada (2016) ilustra la forma en que se intenta desviar la responsabilidad hacia la víctima de la violación, quien incluso fue investigada para intentar demostrar que el suceso no la había afectado emocionalmente y, por tanto, eso habría probado que hubo consentimiento.

## Urbanismo y seguridad vial

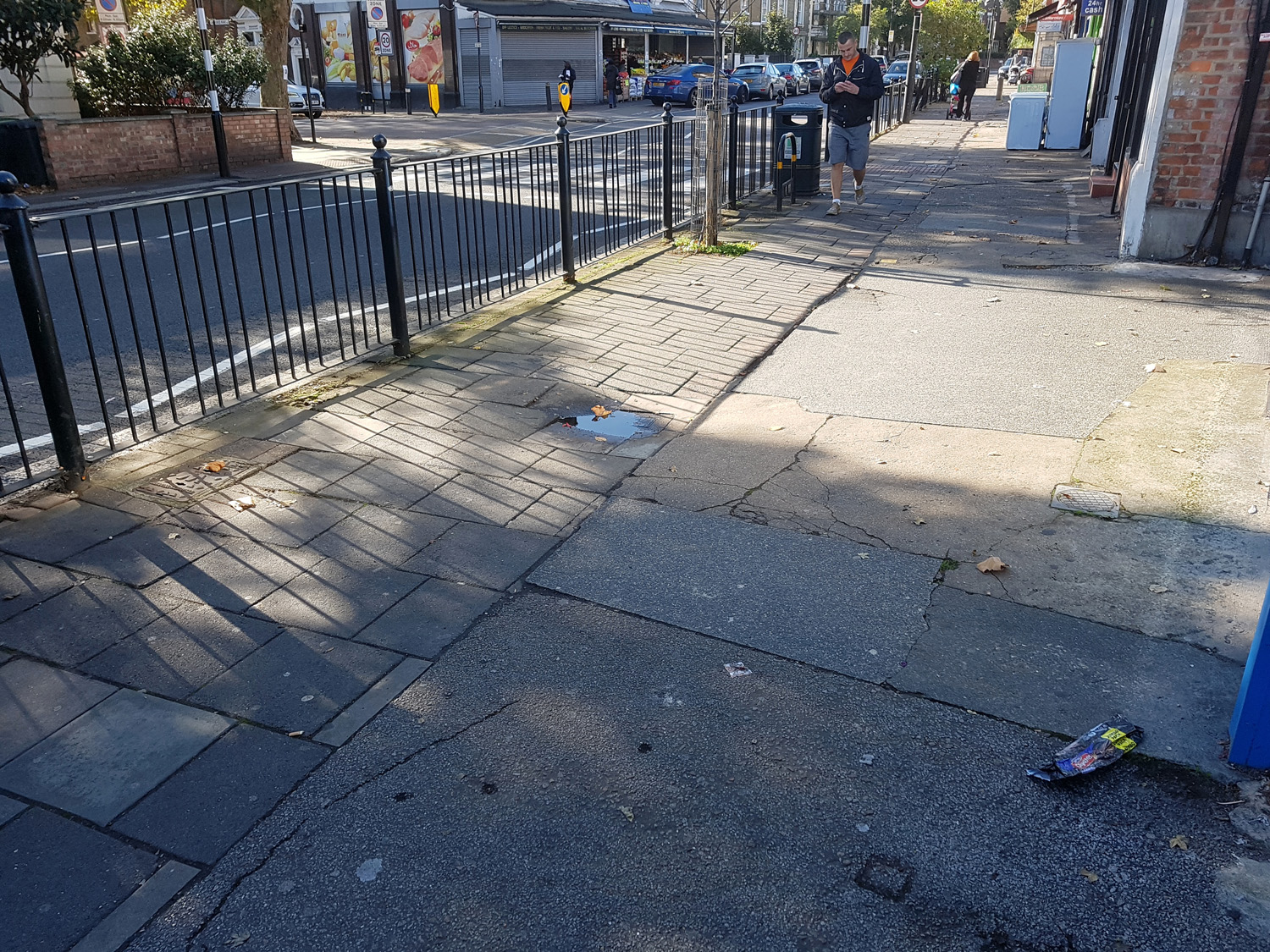
Vallas de "protección" peatonal, ejemplo de culpabilización de la víctima. Lejos de proteger a los peatones, únicamente dificultan la permeabilidad peatonal y favorecen que los coches mantengan altas velocidades.

Los automóviles no solo son los responsables de la mayoría de siniestros, sino que provocan accidentes de mayor gravedad. Sin embargo, con frecuencia el diseño urbano sigue favoreciendo la circulación de los automóviles y dificultando la movilidad peatonal y ciclista, culpando de los accidentes a las propias víctimas.
En tanto que la mayoría de las víctimas de accidentes viales son peatones y ciclistas, para evitar la inversión de responsabilidad deberían introducirse medidas de pacificación del tráfico, protegiendo y facilitando la movilidad de los más vulnerables.